# Omar Andrés Narváez
Omar Andrés Narváez (Trelew, 7 ottobre 1975) è un ex pugile argentino.

## Palmarès

### Mondiali dilettanti
- 2 medaglie:
  - 1 argento (Houston 1999 nei pesi mosca)
  - 1 bronzo (Budapest 1997 nei pesi mosca)

### Giochi panamericani
- 1 medaglia:
  - 1 oro (Winnipeg 1999 nei pesi mosca)